# Los Angeles Galaxy
Los Angeles Galaxy és un club de futbol professional dels Estats Units, amb seu a Los Angeles (Califòrnia). Va ser fundat el 1995 i és un dels clubs fundadors de la Major League Soccer. La seva seu és el StubHub Center, un estadi específic de futbol inaugurat el 2003 amb una capacitat de 27.000 espectadors. L'equip juga amb samarreta i pantalons de color blanc a casa i de color blau a fora.
Galaxy es refereix a les estrelles de Hollywood que identifica a la ciutat de Los Angeles. La seva mascota es diu "Cozmo" i és una granota extraterrestre. Els seus principals grups de seguidors són The Galaxians i The Los Angeles Riot Squad. El seu màxim rival és el San Jose Earthquakes, amb qui juga el derbi de Califòrnia.
El seu primer estadi va ser l'Estadi Rose Bowl fins que el 2003 es va traslladar al seu propi estadi de futbol, l'StubHub Center, en el suburbi de Carson. Des de 2005 fins a 2014, l'equip va compartir l'estadi amb el seu rival Chivas USA, un equip de la mateixa ciutat. Los Angeles Galaxy té la més alta assistència de tots els temps en la història de la lliga i va ser el primer equip de l'MLS a obtenir beneficis en una temporada.
Los Angeles Galaxy és l'equip amb més títols nacionals (amb 5 títols). A més, al costat del DC United, són els únics clubs nord-americans que han guanyat la Lliga de Campions de la CONCACAF. A l'equip han jugat entre altres futbolistes David Beckham, Landon Donovan, Robbie Keane, Steven Gerrard i Zlatan Ibrahimović.

## Història

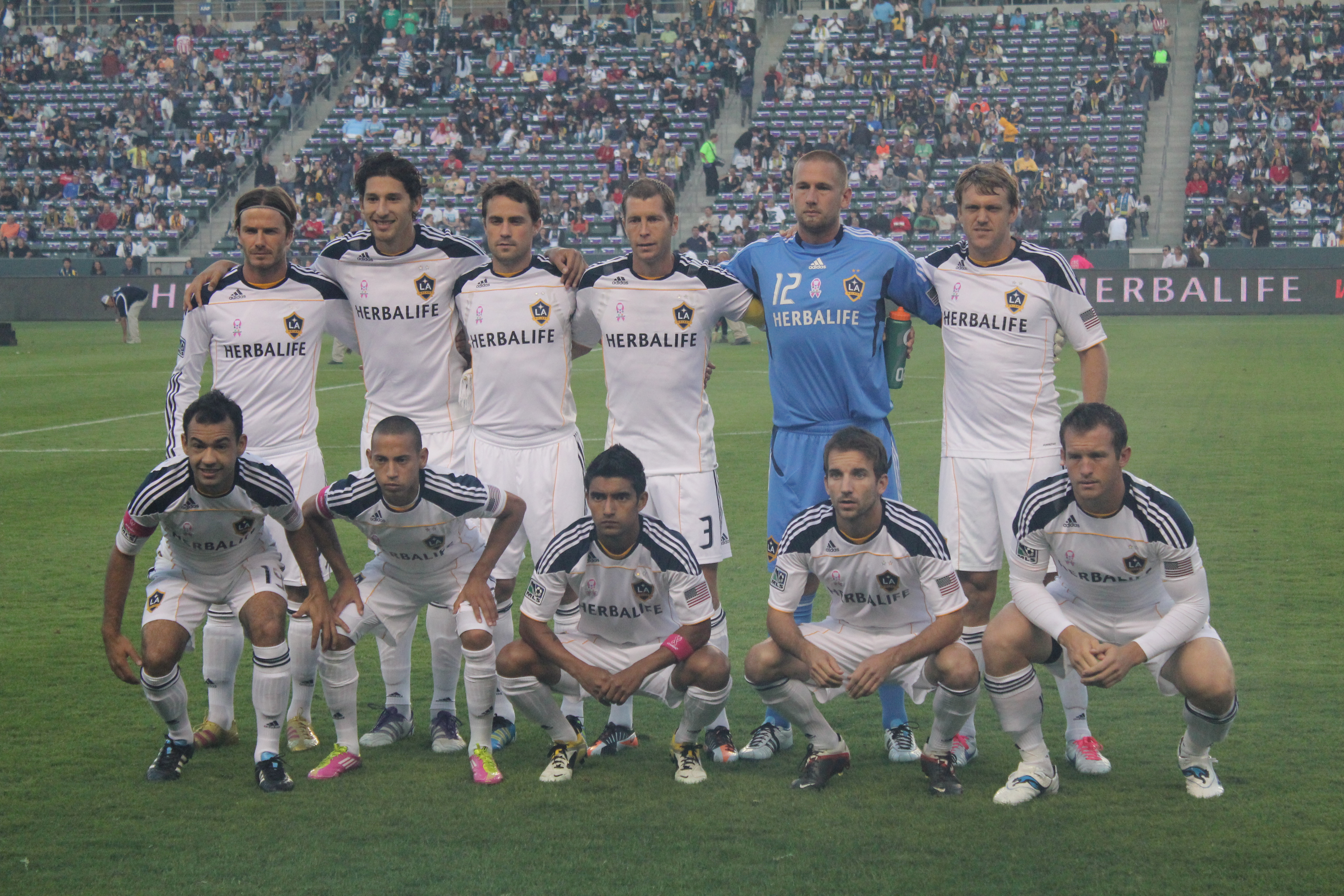
Los Angeles Galaxy el 2011.

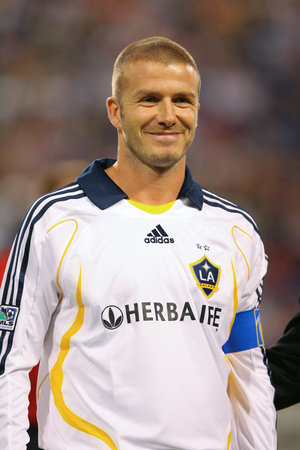
Beckham, primer jugador franquícia de la història de la Major League Soccer.

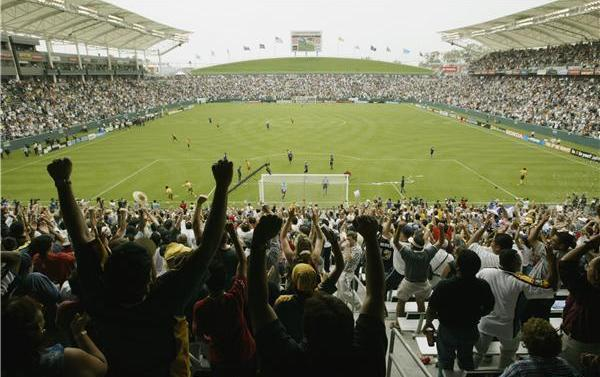
L'estadi StubHub Center, seu del Galaxy.

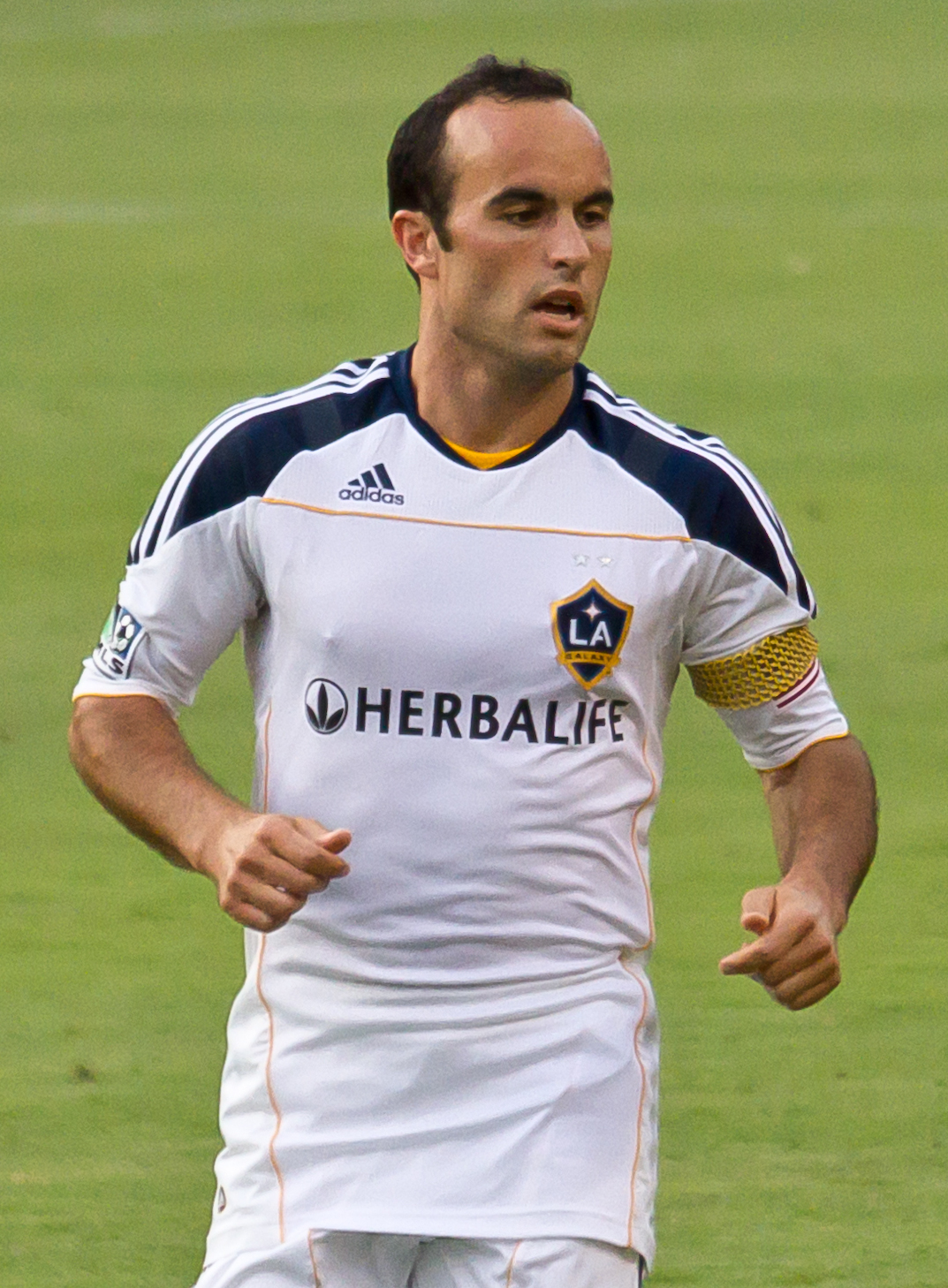
Donovan, un dels jugadors més destacats i golejador històric del club.

El club va ser fundat el 1995 i és un dels clubs fundadors de l'MLS, actualment és el millor club de la història de la lliga, és el que més lligues ha guanyat, un total de 5 MLS Cup. Les dues primeres als anys 2002 i 2005, ambdues vegades guanyant a la final contra el New England Revolution i a la pròrroga. Les altres tres als anys 2011, 2012 i 2014. També ha guanyat 4 MLS Supporters' Shield (Escut dels seguidors de l'MLS) al millor equip de la lliga regular els anys 1998, 2002, 2010 i 2011. L'equip ha guanyat dues US Open Cup els anys 2001 i 2005. El 2009 va aconseguir arribar a la final de la Copa MLS però va perdre en la tanda de penalts amb el Real Salt Lake.
L'any 2000 va guanyar una Copa de Campions de la CONCACAF davant l'Olimpia d'Hondures. Actualment té l'honor de ser amb el DC United un dels dos únics clubs dels Estats Units que ha aconseguit guanyar-la.
El 2007 el club va fitxar David Beckham com el primer jugador franquícia de la història del club i va ser un dels cops mediàtics més importants de la història de l'MLS, després el van seguir altres com Robbie Keane i Steven Gerrard.

### 1955-1996: Los Angeles patrimoni del futbol
Los Angeles és la llar de la tradició del futbol en els Estats Units. El primer equip professional de futbol a la zona va ser Los Angeles Kickers, fundat el 1955 per l'expropietari de Fall River FC, Sam Mark.
Abans que la Major League Soccer fos engegada el 1996, els equips de Los Angeles van jugar en la Lliga de Soccer Americana de l'est, la North American Soccer League i en la Lliga de Soccer Americana, guanyant deu títols de lliga el 1955, 1957, 1958, 1960, 1961, 1962, 1963, 1964, 1974 i el 1976, set US Open Cup el 1958, 1964, 1973, 1975, 1977, 1978 i el 1981 i un torneig internacional el 1975. George Best, Johan Cruyff, i moltes altres estrelles del futbol amb les seves presències durant aquest període en la història del futbol a Los Angeles, van jugar per a clubs com Los Angeles Aztecs i Los Angeles Salsa.
Los Angeles van adoptar i van reconèixer oficialment el patrimoni del futbol a la ciutat durant la inauguració de l'StubHub Center al juliol de 2003. A més, aquest estadi presenta diversos homenatges reconeixent la tradició del futbol a Los Angeles.

### 1996 - 2007
La Major League Soccer va ser fundada el 1993 com a part de l'oferta dels Estats Units per ser seu de la Copa Mundial de Futbol de 1994. La primera temporada va tenir lloc el 1996 sent Los Angeles Galaxy un dels deu equips fundadors de la lliga. El nom «Galaxy» va ser derivat de Los Angeles sent la casa de les «estrelles» de Hollywood. Los Angeles va començar bé en finalitzar primer de la conferència est i acabar segon en la Copa MLS després de perdre contra el DC United en la final. La temporada 1997 va començar amb 1-7 després de 8 partits, però es va anar 15-9 la resta dels partits per classificar-se als play-offs. El Galaxy va acabar segon en la seva conferència després de perdre amb el Dallas Burn. El 1998, el Galaxy va tenir una ratxa, eventualment acabant 24-8. El Galaxy va derrotar el Dallas Burn en un resultat global de 9-3. El Galaxy també va perdre la final contra el Chicago Fire, en un resultat global de 2-1.
Els seus dos títols de la Copa MLS van ser obtinguts en els anys 2002 i 2005. El del 2002 va ser enfront del New England Revolution, amb un gol d'or del guatemalenc Carlos Ruiz Gutiérrez en el minut 105 de la pròrroga; i el del 2005 va ser aconseguit gràcies a un altre gol d'or, aquesta vegada del guatemalenc Guillermo "Pando" Ramírez, davant el mateix New England Revolution. Compta a més amb una Lliga de Campions de la CONCACAF obtinguda l'any 2000 enfront del CD Olimpia d'Hondures (sent el seu únic títol internacional fins al dia d'avui), copa que va ser obtinguda de la mà del salvadorenc Mauricio Cienfuegos, el qual al seu torn va ser clau per al campionat que van obtenir el 2002, al grau que se'l considera actualment com un dels jugadors llegendaris del club.

### 2007 - present
L'11 de gener de 2007 es va anunciar la contractació del jugador anglès de molt alt perfil David Beckham després de la finalització del seu contracte amb el Reial Madrid, incorporant-se així el juny de 2007. L'astre anglès va ser contractat per $250 milions de dòlars per les cinc temporades en les quals defensaria al club de Los Angeles, en concepte de salari i drets d'imatge, convertint-se en el primer jugador franquícia en la història de la Major League Soccer. L'abast del fitxatge no va trigar a fer-se notar, ja que en les quatre hores posteriors al seu anunci, el nombre d'abonats del club es va incrementar en 1.000 nous socis.
En el 2009 Beckham va ser cedit a l'AC Milan i es va iniciar un conflicte entre els seguidors nord-americans i Landon Donovan contra el futbolista anglès, els qui criticaven la seva falta de compromís i professionalitat. Los Angeles Galaxy va acabar la temporada 2009 a la part superior de la Conferència Oest, arribant a la lluita per a la Copa MLS 2009. En els Playoffs va superar a Chivas USA per 3-2 en el global en els quarts de final, i a Houston Dynamo per 2-0, després de la pròrroga, en la semifinal. En la final, va empatar 1-1 amb el Real Salt Lake en el Qwest Field a Seattle, però va perdre 5-4 en els penals. En arribar a la final es va classificar per a la Ronda Preliminar de la Lliga de Campions de la CONCACAF 2010-11.
En el 2010, els Galàctics es van quedar en el cim de la taula i va guanyar l'Escut dels seguidors de l'MLS. Després va perdre davant l'FC Dallas en la final de la Conferència Oest a un joc de fer una altra aparició en la Copa MLS.
La temporada 2011 va guanyar per segon any consecutiu l'Escut dels seguidors de l'MLS, amb dos partits per jugar, convertint-se en el tercer equip de l'MLS a guanyar dues vegades l'Escut dels seguidors de l'MLS, acabant la temporada regular de bona forma (67 punts). També va aconseguir la tercera Copa MLS en la seva història, vencent en la final per 1 a 0 al Houston Dynamo amb gol de Landon Donovan en el segon temps. A l'any següent va tornar a guanyar la Copa MLS de forma consecutiva i jugant davant el mateix rival de l'edició anterior (Houston Dynamo) però aquesta vegada derrotant-lo 3 a 1 i obtenint la seva quarta copa, a més després de 6 anys, va deixar el club David Beckham, sent transferit al PSG. Altres jugadors franquícia del club posteriors són Robbie Keane, Steven Gerrard i Zlatan Ibrahimović.

## Uniforme
Els colors actuals del LA Galaxy són el blanc, blau marí i or. Els colors van ser adoptats coincidint amb l'arribada de David Beckham a l'equip el 2007. Prèviament, el Galaxy va jugar en diverses combinacions de colors, generalment compostes d'or, verd i blanc i, sovint, va destacar un disseny icònic amb una franja diagonal. La primera samarreta de la història, utilitzada en la temporada inaugural de la MLS el 1996, va ser de color verd i negre, amb mànigues negres.
- Uniforme titular: Samarreta blanca amb franja blava, pantalons blancs i mitges blanques.
- Uniforme alternatiu: Samarreta blava, pantalons blaus i mitges blaves.
- Tercer uniforme: Samarreta negra, pantalons negres i mitges negres.

Evolució de l'uniforme titular
| 1996 | 1997 | 1998-1999 | 2000-2002 | 2003-2004 | 2005 | 2006 | 2007 | 2008-2009 |  |

| 2010-2011 | 2012-2013 | 2014-2015 | 2016-2017 | 2018-2019 |

Evolució de l'uniforme alternatiu
| 1996 | 1997 | 1998-1999 | 2000-2002 | 2003 | 2004-2005 | 2006 | 2007-2008 | 2009-2010 |  |

| 2011-2012 | 2013-2014 | 2015-2016 | 2017-2018 |

## Estadis
- Rose Bowl (1996-2002)
- StubHub Center (2003—Avui)

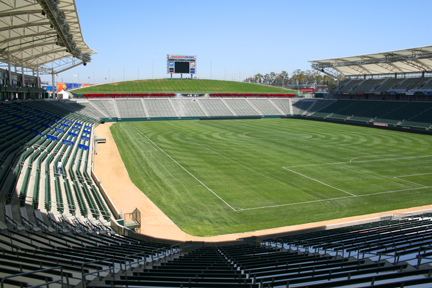
Interior de l'estadi StubHub Center.

Los Angeles Galaxy disputa els seus partits com a local a l'estadi StubHub Center de Carson (Califòrnia), amb aforament per 27.000 espectadors i gespa natural. El seu primer estadi va ser l'Estadi Rose Bowl fins que el 2003 es va traslladar al seu propi estadi de futbol, l'StubHub Center, en el suburbi de Carson. Des de 2005 fins a 2014, l'equip va compartir l'estadi amb el seu rival Chivas USA, un equip de la mateixa ciutat. Los Angeles Galaxy té la més alta assistència de tots els temps en la història de la lliga i va ser el primer equip de l'MLS a obtenir beneficis en una temporada
Aquesta instal·lació va ser inaugurada l'1 de juny de 2003, dins d'un complex esportiu vinculat a la Universitat Estatal de Califòrnia en el qual també hi ha velòdrom i estadi de tennis. En aquell moment va ser el segon nou camp de l'MLS amb disseny específic per a partits de futbol, quatre anys després de l'obertura del Columbus Crew Stadium. El 2003 va ser seu de la final de la Copa Mundial Femenina de Futbol.

## Palmarès
- Copa de Campions de la CONCACAF (1): 2000
- Copa MLS (6): 2002, 2005, 2011, 2012, 2014, 2024
- MLS Supporters' Shield (Escut dels seguidors de l'MLS) (4): 1998, 2002, 2010, 2011
- US Open Cup (2): 2001, 2005

## Jugadors

### Números retirats
13 –  Cobi Jones (1996–2007)

### Altres jugadors destacats
| - Andreas Herzog (2004) - Welton (1997–1999) - Eduardo Hurtado (1996–1998) - David Beckham (2007–2012) - Mauricio Cienfuegos (1996–2003) - Carlos Ruíz (2002–2004; 2008) - Guillermo Ramírez (2005) - Martín Machón (1997–1998) - Robbie Keane (2011–2016) - Jorge Campos (1996–1997) - Carlos Hermosillo (1998–1999) - Luis Hernández (2000–2001) - Carlos Pavón (2007) | - Simon Elliott (1999-2004) - Celestine Babayaro (2008) - Abel Xavier (2007–2008) - Ezra Hendrickson (1997-2003) - Hong Myung-Bo (2003–2004) - Gavin Glinton (2002–2003, 2006–2007) - Chris Armas (1996–1997) - Danny Califf (2000–2004) - Paul Caligiuri (1997–2001) - Joe Cannon (2007) - Landon Donovan (2005–2014) - Steven Gerrard (2015-2016) | - Robin Fraser (1996–2000) - Herculez Gomez (2003–2006) - Kevin Hartman (1997–2006) - Cobi Jones (1996–2007) - Alexi Lalas (2001–2003) - Clint Mathis (1998–2000, 2008) - Curt Onalfo (1996) - Andrew Shue (1996) - Brian Ching (2001) - Chris Albright (2002–2008) - Alejandro Moreno (2002-2004) |

## Entrenadors
- Lothar Osiander (1996–1997)
- Octavio Zambrano (1997–1999)
- Sigi Schmid (1999–2004)
- Steve Sampson (2004–2006)
- Frank Yallop (2006–2007)
- Ruud Gullit (2007-2008)
- Cobi Jones (interí) (2008)
- Bruce Arena (2008-2016)
- Curt Onalfo (2016-2017)
- Sigi Schmid (2017-2018)
- Dominic Kinnear (interí) (2018)
- Guillermo Barros Schelotto (2019-2020)
- Dominic Kinnear (interí) (2020)
- Greg Vanney (2021-)